# سارویه

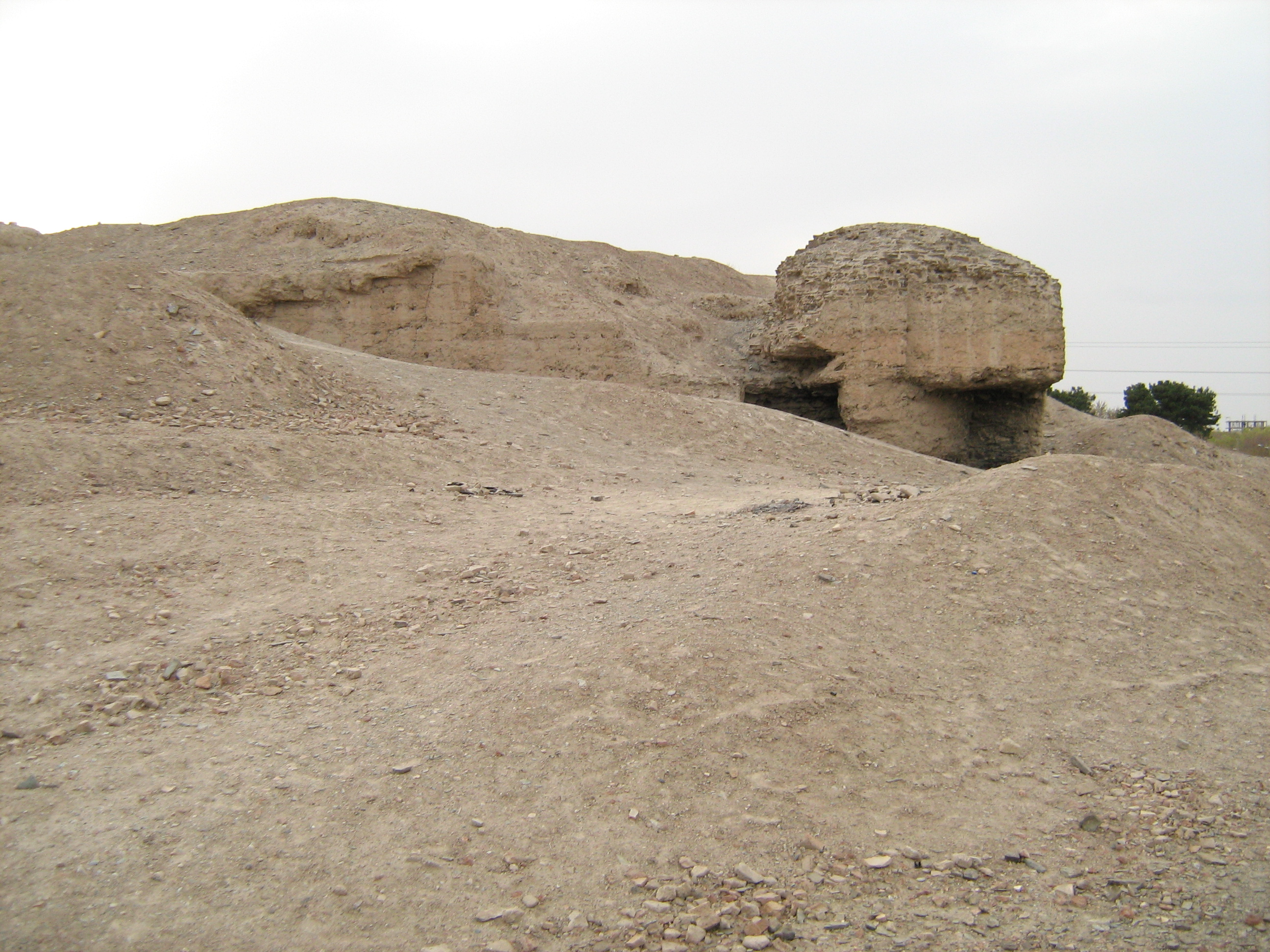
نمایی از باقی‌مانده بنای سارویه

سارویه یا کهن دژ یا تپه اشرف بنایی بسیار کهن در اصفهان است که در کنار پل شهرستان و در کناره شمالی زاینده رود قرار دارد. این اثر در تاریخ ۲۶ آبان ۱۳۷۵ با شمارهٔ ثبت ۱۸۱۰۰ به‌عنوان یکی از آثار ملی ایران به ثبت رسیده‌ است.
این بنا در دوره پیش از اسلام، کتابخانه بزرگی بوده است که در آن کتاب‌های فراوانی نگهداری می‌شده است. سارویه در حمله اعراب به ایران ویران گردید و اکنون تنها بقایای آن به صورت تپه‌ای باقی مانده‌ است که بنام «تپه اشرف» معروف است.
ابن رسته در سده سوم هجری دربارهٔ سارویه چنین می‌نویسد:
در شهر جی بنای کهنه‌ای به شکل قلعه وجود داشته است موسوم به ساروق یا سارویه. چون این بنا بسیار کهنه است نمی‌توان بانی آن را معلوم کرد و گویند پیش از طوفان نوح ساخت شده‌ است.

## تاریخ ساخت سارویه

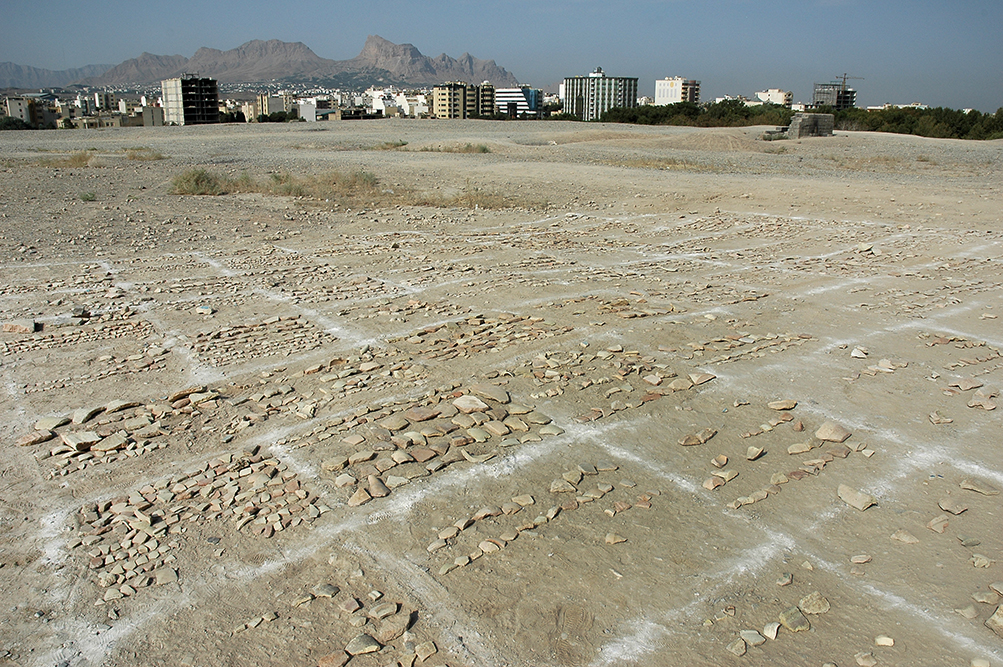
محوطه و باقی‌مانده ظروف یافته شده

برخی از تاریخ‌نگاران بنای سارویه را به طهمورث سومین شاه از سلسلهٔ پیشدادیان نسبت داده‌اند. نویسنده کتاب نسب‌نامه که در آغاز حکومت سلجوقیان می‌زیسته در رساله‌ای بنام انساب ملوک پارس نوشته:
تهمورس نخست دو بنا و آبادی در این محل نزدیک به یکدیگر طرح کرده و بساخت و نام یکی را سارویه و دیگری را مهرین نهاد و به بازبینی زمان جمعیت و آبادی آن‌جا بسیار شده به یکدیگر پیوست و شهری معتبر گردید
برخی دیگر از تاریخ‌نگاران نیز ساخت آن را به گشتاسپ یکی از شاهان کیانی نسبت می‌دهند. بر پایه این نوشته‌ها، گشتاسپ به وزیر خود جاماسپ که فرد فرزانه و دانشمندی بوده‌است دستور می‌دهد که برای نگهداری کتاب‌های موجود کتابخانه‌ای بنا کند که بسیار استوار باشد.
ابن ندیم، نویسنده کتاب الفهرست، اطلاعاتی ارزشمند دربارهٔ کهن دژ را عیناً از کتاب اختلاف الزیجات نوشته ابومَعشَر بلخی آورده‌است:
ایرانی‌ها پس از این که بهترین وسیله را برای ثبت و ضبط و نوشتن و نگهداری دانش بدست آوردند برای یافتن بهترین جا و مکان جهت بنیاد کتابخانه و گنجینه کتاب به جستجو پرداختند، جایی که از زمینلرزه بر کنار و گل آن چسبندگی داشته باشد تا برای ساختمان‌های محکم و پابرجا پسندیده باشد. پس از کنجکاوی بسیار سرانجام شهرستانی که همه این محسنات را داشت یافتند و آن شهر اصفهان بود. در آن جا هم پس از کاوش نقاط گوناگون شهر، روستای جی را بهترین جا و مکان یافتند. در جی، «کهن دژ» را برگزیدند و در آن جا عمارتی رفیع بنیاد نهادند و آن را «سارویه» نامیدند. مردم از پی بنا به سازنده و پایه‌گذار آن پی بردند زیرا در سالهای گذشته گوشه‌ای از ساختمان سارویه ویران گردید و در آن سُغی دالانی نمایان شد که با گِل سفت ساروج ساخته شده بود و در آن کتاب‌های فراوانی از نوشته پیشینیان نهاده بودند که بر پوستِ درخت خدنگ نوشته بودند در دانش‌های گوناگون. شماری از این کتاب‌ها به دست کسی رسید که در خواندن آن‌ها دانا و توانا بود. در آن‌ها نوشته‌ای از برخی شاهان ایران یافتند که چنین بود: «به تهمورس شاه که دوستدار دانش و دانش‌پژوهان بود خبر دادند که در اثر یک پیشامد آسمانی که در باختر به پیدایش خواهد پیوست، به چرایی ریزش بارانهای پی در پی، جهانی را آب فرا خواهد گرفت. زمان وقوع آن با گذشتن ۲۳۱ سال و ۳۰۰ روز از آغاز پادشاهی سلسله وی خواهد بود». منجمان تهمورس شاه را بر آن داشتند که برای پرهیز از زیان و خسارات برآمده از آن توفان چاره‌ای اندیشد و گفتند زیان و خسران آن باران و توفان تا انتهای خاور کشیده خواهد شد. تهمورس شاه، مهندسان را فرمان داد در سراسر ایرانشهر کاوش کنند و جویا شوند جائی را که از هر نظر برتری داشته باشد، برای ساختمان بنایی برای نگهداری آثارِ دانشِ برگزیدگان، برگزینند. وی کتاب‌ها را در سارویه اصفهان قرار داد.

## سرانجام سارویه

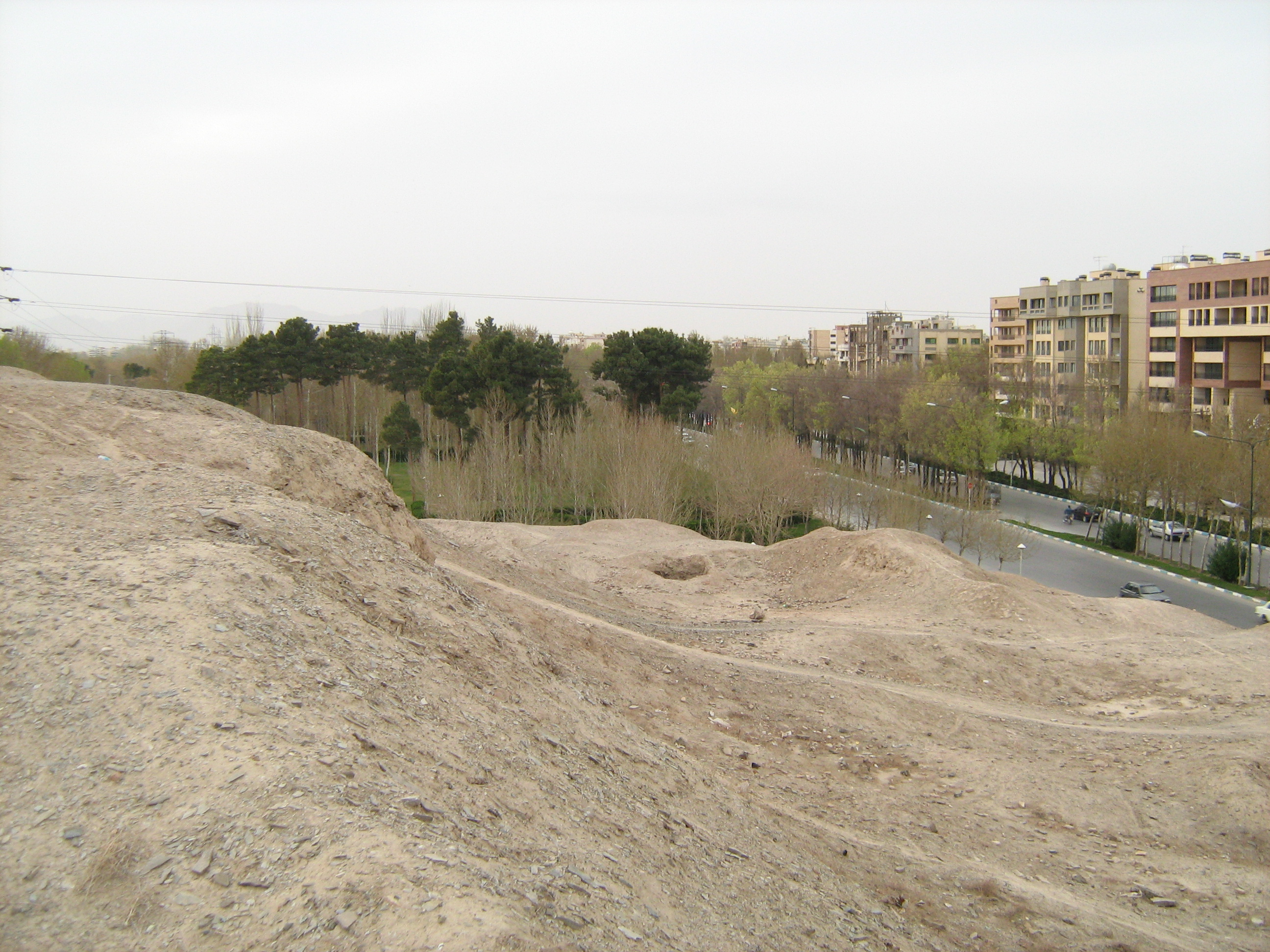
دامنه غربی تپه سارویه، از بقایای کتابخانه سارویه. خیابان مشتاق دوم در امتداد دامنه شمالی دیده می‌شود.

در زمان حمله اعراب به اصفهان، ساختمان بیرونی دژ نابود شده‌است. آنگونه که ابو مَعشَر بلخی می‌گوید، اعراب به گمان یافتن گنج شروع به تخریب و ویرانی دژ می‌کنند و بسیاری از کتاب‌ها به این روش نابود می‌شود. اما از آنجا که مخزن کتابخانه در دالان‌های مخفی زیر زمینی بوده‌است، به‌شماری از کتاب‌ها آسیبی نمی‌رسد تا اینکه در سال ۳۵۰ قمری، بر اثر فروریختن سقف یکی از دالان‌ها، مخزن کتابخانه نمایان می‌شود. به دستور خلیفه بسیاری از این کتاب‌ها بر بار صدها شتر به بغداد منتقل می‌شود و بسیاری دیگر از کتاب‌ها در همان‌جا نابود می‌گردد.
برخی تاریخ‌نگاران در این باره می‌گویند:
ابومَعشَر بلخی گوید:
 که اندر کهندژ جی سپاهان جایی است به نام سارویه. سارویه به مشرق هم چنان است که اهرام الفانتین مصر به مغرب. آن جای را مسلمین برای پیدا کردن گنج کوبیدند. هنگامی که سارویه را شکافتند و نبیگ‌ها را برداشتند، آن جای نوشته‌هایی پیدا کردند بر روی پوست توز. پاره‌ای به بغداد بردند، بیشترشان چون ناخوانا بودند به حال خود رها شدند و از میان رفتند.
ابوریحان بیرونی نیز گوید:
به روزگار ما، اندرکهندژ جی، شهرستان سپاهان، چون پشته‌هایی شکافتند، خانه‌هایی یافتند پر از بس بار پوست درختی که ابر کمان و سپر همی پیچیدند و آن پوست توز نامند؛ و ابر آن پوست‌ها نوشته‌هایی نگاشته بودند که کس نه‌توانست گفتن چیستند، و از چه گویند.
ابن ندیم خود می‌گوید:
یکی از اشخاص ثقه به من خبر داد که در سال ۳۵۰ هجری سارویه جی دالانی خراب گردید که جایش معلوم نشد زیرا از بلند بودن سطح آن گمان می‌کردند که درون آن خالی نبوده و پر است تا زمانی که آن خود به خود فرو ریخت و در آن کتاب‌های زیادی به دست آمد که هیچ‌کس نمی‌توانست آن‌ها را بخواند و آنچه من با چشم خود دیدم و ابوالفضل عمید آن‌ها را در سال سیصد و چهل و اندی فرستاده بود کتاب‌هایی بودند پاره‌پاره که از باروی اصفهان میان صندوق‌هایی بدست آمده و به زبان یونانی بود کسانی که آن زبان را می‌دانستند مانند یوحنا و دیگران آن را ترجمه کردند و آشکار شد که نام سربازان و جیره آنان است و آن کتاب‌ها چنان گندزا بودند که گویی تازه از دباغی درآمده‌اند ولی پس از آنکه یکسال در بغداد ماندند خشک شدند و تغییر کردند و عفونتشان برطرف شد و پاره‌ای از آن‌ها نزد شیخ ابوسلیمان موجود است. گویند سارویه یکی از بناهای محکم باستانی است که ساختمان معجزه‌آسایی دارد و در مشرق چون اهرام مصر در مغرب از نظر عظمت و اعجاب است.
حمزه اصفهانی در کتاب سنی الملوک الارض و الانبیاء دربارهٔ سارویه اطلاعاتی چنین می‌دهد:
در سال ۳۵۰ هجری قمری قسمتی از بنای اندرونی جی سارویه ویران شد و اتاقی در آن پدید گشت که در آن اتاق ۵۰ داد کتاب وجود داشت. این کتاب‌ها را روی پوست نوشته بودند و خط آن از خطوطی بود که تا آن تاریخ مردم چنین خطی ندیده بودند.

## معماری
در سازه سارویه، معماری از دوره‌های مختلف تاریخی پیشین و قبل از ساسانیان (اشکانی و …) وجود داشته‌است اما تازه‌ترین و آخرین سازه‌های باستانی باقی مانده اش مربوط به دوران ساسانی است، به قسمی که یافته‌های باستان‌شناسی نشان می‌دهد که برخی از دیوارهای عظیم باقی ماندهٔ این دژ نیز، متعلق به دوره ساسانیان است. این دیوارها که تعدادی از آنها از سنگ‌های تراشیده شده، حتی با طولی حدود ۷۵ سانتیمتر تشکیل شده‌است را نوعی مصالح سنگ و گچ در حالی تشکیل داده‌است که بر روی آن‌ها در سده‌های نخستین اسلامی بناهای دیگری نیز با خشت و گل ساخته شده‌است.

## بقایای اسب در گور سارویه
در پی عملیات مسیر خط لوله‌گذاری آب به سمت شرق اصفهان، دو گور خمره اشکانی در سارویه (کهن دژ) کشف شد که شواهد بی‌سابقه از دوره‌های تاریخی را در اصفهان نشان دادند.
در این کاوش‌های تپه اشرف اصفهان، اسکلت یک زن اشکانی، اسکلت یک اسبی و اشیای باستانی دیگر، و همچنین اسکلت یک دختر نوجوان و بقایایی از ستون فقرات یک اسب دیگر یافت شد. بقایایی از گوشوارهٔ برنزی نیز در کنار اسکلت دختر نوجوان یافت شد. قد اسکلت در حدود ۱۴۶ سانتی‌متر است.
اسکلت یافت شده در اصفهان به‌صورت طاق‌باز دفن شده و صورت آن به سمت آسمان است. که، در آیین این مردمان این‌گونه مرسوم بوده‌است که شخص در هر ساعتی از طول شبانه‌روز فوت می‌کرد یا او را دفن می‌کردند صورتش را بر اساس وضعیت خورشید در آسمان قرار می‌دادند و این نوجوان یا در حدود ظهر فوت کرده یا زمان دفن او هنگام ظهر بوده‌است.
نوع دفن این اسب نیز به‌گونه‌ای است که سر به سمت بدن حیوان برگردانده شده و این‌یک نوع تدفین رسمی را نشان می‌دهد که متعلق به سال‌های اولیه دورهٔ اشکانی است؛ در این نوع تدفین‌ها، جسد حیوان در کنار صاحب فوت‌شده اش، دفن می‌شد. پیش‌تر گورستان‌هایی در نواحی شمالی ایران شناسایی‌شده بود که نشان می‌داد اسب شخص متوفی را، در کنارش دفن می‌کردند و هم‌اکنون مشخص شده‌است که این نوع تدفین در حوالی اصفهان نیز رخ می‌داده‌است. کشف این نوع از تدفین، در تپه اشرف اصفهان، ازلحاظ «تاریخ اصفهان» بسیار بااهمیت است چراکه تاکنون چنین پدیده‌ای در مرکز ایران گزارش نشده بود.
پایین پای این اسکلت سکویی قرار دارد که یک کوزه (پیاله) بزرگ وارونه و شکسته در کنار آن قرار دارد که به نظر می‌رسد این قبر در سال‌های دور بازشده و در معرض دستبرد و آسیب قرارگرفته است. سارویه محل یافت شدن این اسکلت‌ها و اسب‌هایشان است، اکنون تنها بقایایی اندک و جزئی از کهن دژ به‌صورت تپه‌ای باقی‌مانده‌است که بنام «تپه اشرف» معروف است، آن‌گونه که ابو مشعر بلخی می‌گوید، اعراب به گمان یافتن گنج شروع به تخریب و ویرانی دژ می‌کنند؛ و پس از اسلام همچنین مسجدی بر روی بخشی از دژ سابق سارویه بنا می‌شود؛ و بعدها مدرسه‌ای نیز بر روی آثار پیشین احداث می‌شود. هیئت‌های باستان‌شناسی در کاوش‌ها از این منطقه به حوض‌خانه و بنای کاخ اشرف متعلق به قرن دوازدهم هجری قمری هم رسیده‌اند. مدتی هم در این ناحیه پیست موتورسواری بنا شده بوده‌است. بر روی همین سکو بخشی از ستون فقرات یک اسب دیگر نیز به‌دست آمده‌است، که محتمل است این اسب دوم به قبر دیگری ارتباط داشته باشد که در نزدیکی قبر دختر اشکانی قبلی، باشد، اما ازآنجایی‌که مابقی محدودهٔ این آثار در زیر ساخت‌وسازها و خیابان‌ها قرار دارد، امکان ادامه کاوش به وقوع نپیوست.
با کشف اجساد این اسب‌ها در کنار صاحبانشان به نظر می‌رسد، این گورستان در ابتدا بسیار گسترده بوده‌است. اما این اسکلت‌ها به دلیل رطوبت زیاد به‌شدت آسیب‌دیده‌اند. تپه تاریخی اشرف در کرانه زاینده‌رود قرارگرفته است و تا سال‌های دهه ۱۳۳۰ خورشیدی، کشاورزان منطقه بر روی خاک محدودی که از آوار بناهای تپه برجای‌مانده بوده‌است به کشاورزی نیز می‌پرداخته‌اند، جسد این اسب‌ها در ضلع شرقی تپه اشرف، جایی که هم‌اکنون نیز فضای سبز شهرداری قرار دارد و در عمق سطحی کشف شدند. به لحاظ نظام طبقاتی می‌توان گفت دو اسکلت یافت شده ازجمله مردمان طبقه متوسط دوره اشکانیان بوده‌اند.
این نوع تدفین که اسب‌ها را در کنار صاحبش بافاصله دفن می‌کردند مربوط به اوایل دوره اشکانی است. در گورهای سکایی که نمونه‌هایی از آن به‌دست آمده‌است نیز نشان می‌دهد که اسب را در کنار صاحبش دفن می‌کردند.
پارت‌های اصفهان جز قبایل سکایی بودند؛ و بنابراین همان‌طور که سکاها اسب را می‌کشتند و جسدش را در کنار صاحب فوت‌شده‌اش دفن می‌کردند، با کشفیات اخیر در تپه اشرف مشخص شد که در اصفهان و نواحی مرکزی ایران هم این نوع تدفین وجود داشته‌است. به دستور خلیفهٔ عرب بسیاری از این آثار و نوشتارهای یافت شده در اصفهان، بر بار صدها شتر به بغداد منتقل می‌شود و بسیاری دیگر از کتاب‌ها و متون در همان‌جا نابود می‌گردد.

## وضعیت کنونی
پس از اسلام مسجدی بر روی بخشی از دژ سارویه بنا می‌شود که یکی از قدیمی‌ترین مساجد این ناحیه به‌شمار می‌رود. اکنون این مسجد مقابل تپه اشرف در خیابان مشتاق قرار گرفته و بخشی از آن در زیر یک مدرسه است.
اگرچه تپه اشرف با وسعتی در حدود ۱۲ هکتار بنیانی صخره‌ای دارد اما تا سال‌های دهه ۱۳۳۰ خورشیدی کشاورزان منطقه بر روی خاک محدودی که از آوار بناهای تپه برجای مانده بود به کشاورزی می‌پرداختند.
پس از انجام کاوش در کنار این تپه هم‌اکنون بر روی آن پیست موتورسواری بنا شده‌است.

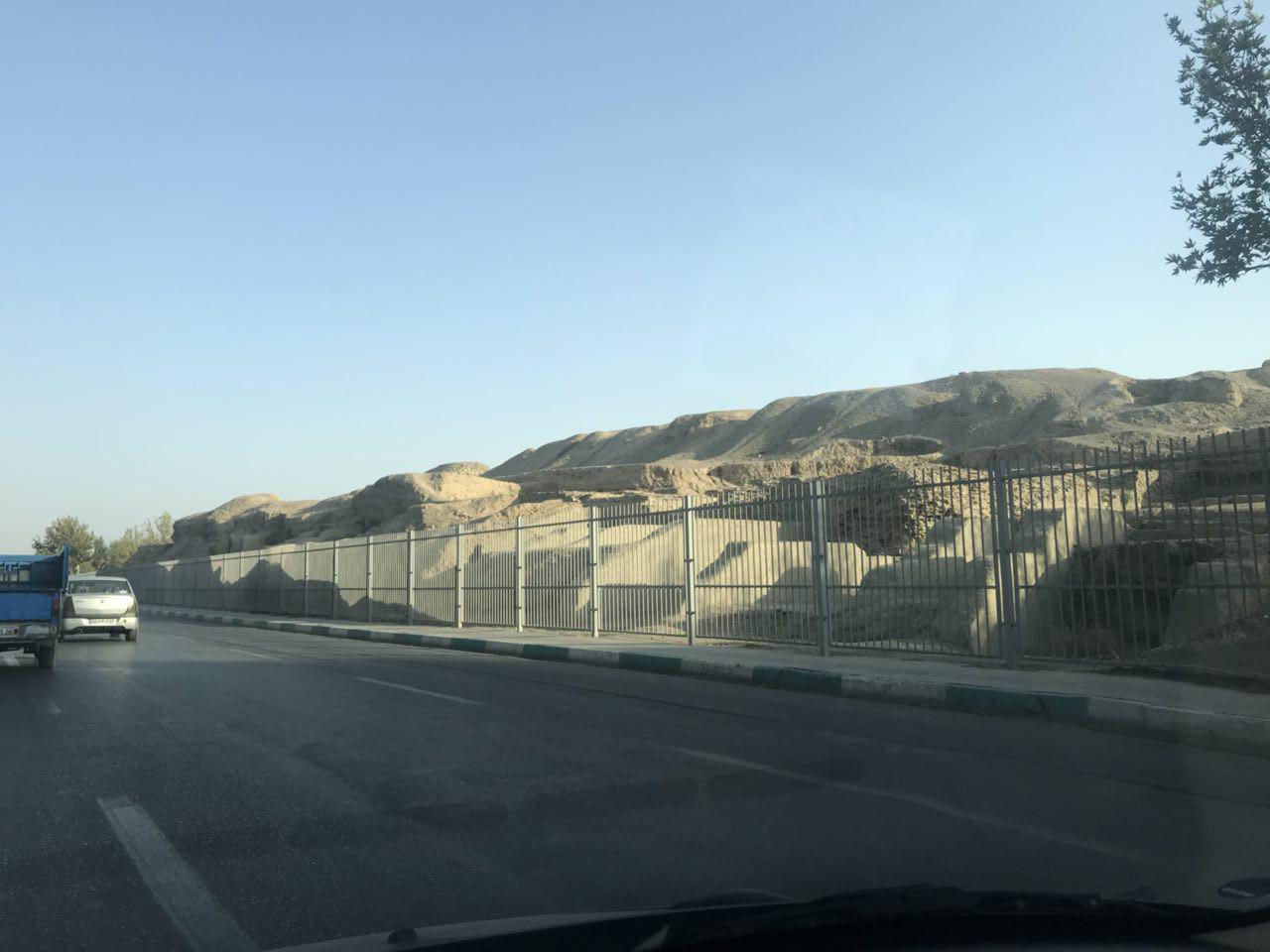
تپه اشرف